# Ensalada árabe

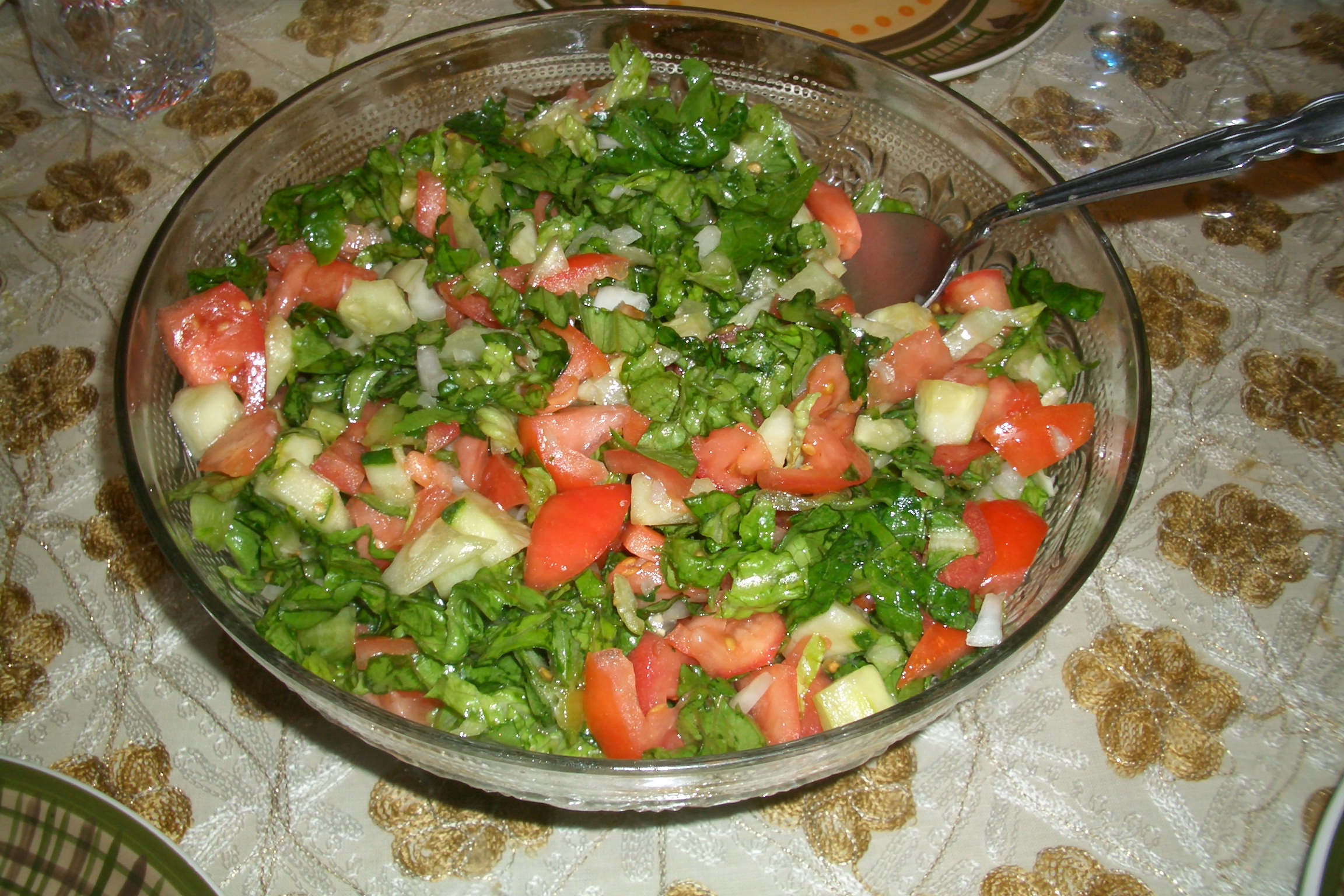
Ensalada árabe.

Se llama ensalada árabe a los distintos tipos de ensalada que forman parte de la gastronomía árabe. Combinando muchas verduras y especias diferentes, y servidas a menudo como parte de un meze, las ensaladas árabes incluyen las de Argelia y Túnez, como la ensalada de Alá (salata jaza'iriya) y la de aceituna negra y naranja (salatat zaytoon); la salata machwiya de Túnez, hecha asando a la parrilla pimientos, tomates, ajos y cebollas, servidos con aceitunas y atún encima; las de Siria y el Líbano, como la ensalada de alcachofa (salataf khurshoof) y la de remolacha (salatat shamandar); y las de Palestina y Jordania, como la ensalada de aguacate. Otras ensalada populares presentes en el mundo árabes son el fattoush y el tabule.
Mezclada a menudo con perejil y aliñada con el jugo de un limón recién exprimido y aceite de oliva, a diferencia de muchas ensaladas occidentales, la ensalada árabe no lleva lechuga. Todas las verduras excepto la cebolla se dejan sin pelar, y la ensalada se sirve inmediatamente. Otras variantes incluyen servirla con tiras de pita fritas o sumac al aliño. Los palestinos llaman a esta ensalada árabe salatat al-bundura (‘ensalada de tomate’) y la sirven popularmente con platos de arroz.
Ensaladas parecidas en Oriente Medio incluyen la salad shirazi persa, la çoban salatası turca y la ensalada israelí.